# 칼라 (음악 그룹)
칼라(color)는 1993년 MBC 강변가요제에서 대상을 수상하고 데뷔한 여성 4인조 그룹이다.
대표곡은 대상 수상곡인 〈후회하고 있는 거야〉이며, 1집 앨범만을 내고 일체의 활동을 중단하였다. 대상 수상 당시 멤버는 김소정, 문지연, 윤세진, 정혜림이며, 이중 문지연만이 SBS 제4기 개그맨으로 방송계에 잔류, 이후 스크린 등에 간간히 모습을 비치고 있다.

## 디스코그라피
- <Dear Myself>

## 관련 영상
- 후회 하고 있는거야